# Siegfried Unseld
Karl Siegfried Unseld (n. 28 septembrie 1924, Ulm, Republica de la Weimar – d. 26 octombrie 2002, Frankfurt am Main, Germania) a fost un editor german și director al editurii Suhrkamp Verlag. Experiența sa comercială a stat la baza activității editoriale.

## Biografie

### Librar și angajat la Suhrkamp
În 1951 Unseld a început să lucreze ca librar în Heidenheim an der Brenz. La 23 octombrie a avut loc prima întâlnire dintre Peter Suhrkamp și Siegfried Unseld, iar de la 7 ianuarie 1952 Unseld a devenit angajat la Suhrkamp. Începând de la 1 ianuarie 1955 Suhrkamp i-a semnat o procură pentru a administra afacerea; în perioada iulie-august a aceluiași an, Unseld a călătorit pentru prima dată în Statele Unite ale Americii și a participat la un seminar internațional organizat de Henry Kissinger la Harvard Summer School of Arts and Sciences în baza unor scrisori de recomandare de la Hermann Hesse și Peter Suhrkamp.
Prin anul 1955 Unseld a început o relație pe termen lung cu Corinne Pulver, o soră a actriței Liselotte Pulver. A avut cu Corinne o fiică, Ninon Pulver, născută în 1959, devenită avocat la Geneva. (Ninon a fost prenumele celei de-a treia soții a lui Hermann Hesse.)
La 1 ianuarie 1958 Unseld a fost promovat editor asociat. Pe parcursul acestor ani Unseld a avut contacte strânse cu aproape toți membrii organizației Grupul 47.

### Editurile administrate de Unseld

#### Unic editor

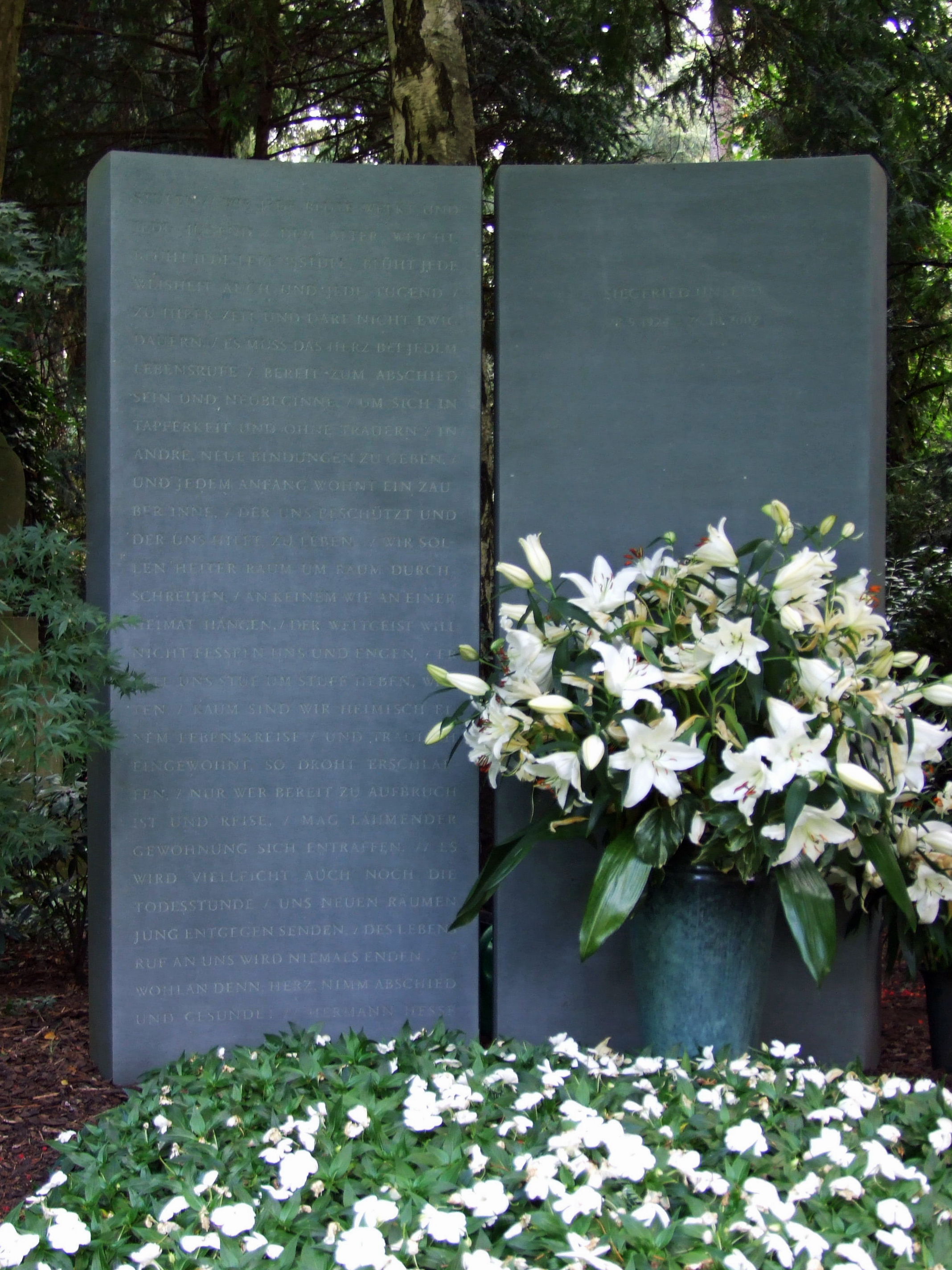
Mormântul său din Frankfurt

După moartea lui Peter Suhrkamp în 1959 Unseld a preluat Suhrkamp Verlag ca unic editor.

#### Insel Verlag
În acest timp, filiala vest-germană a editurii Insel Verlag, care fusese fondată în 1945 în Wiesbaden, ca urmare a faptului că activitatea editorială principală de la Leipzig rămăsese în teritoriul administrat de Uniunea Sovietică, s-a stabilit la Frankfurt. Situația financiară a editurii era destul de grea, iar proprietara Jutta von Hesler, fiica fondatorului Anton Kippenberg, a dorit să o vândă mai degrabă mai devreme decât prea târziu. La 19 februarie 1963 Unseld a cumpărat Insel Verlag, care a fost apoi preluată de către Suhrkamp Verlag.

## Onoruri
- 1967 Medalia comemorativă Hermann Hesse
- 1973 Crucea Federală de Merit cl. I a Republicii Federale Germania[10]
- 1977 Placheta Goethe a orașului Frankfurt am Main
- 1979 Marea Cruce de Merit a Republicii Federale Germania
- 1980 Doctor Honoris Causa al Universității Washington, St. Louis
- 1981 Medalia Wilhelm Leuschner
- 1984 Premiul Ricarda Huch al orașului Darmstadt
- 1985 Doctor Honoris Causa al Universității Johann Wolfgang Goethe din Frankfurt am Main
- 1990 Ordinul de Merit al landului Hessa
- 1993 Marea Cruce de Merit cu Stea a Republicii Federale Germania
- 1999 Premio Editore Europeo al orașului Torino[11]
- 1999 Doctor Honoris Causa al Universității din Hyderabad, India
- 1999 Premiul Cultural al landului Hessa
- 1999 Medalia de Aur Goethe a Societății Goethe din Weimar
- 2000 Medalia de Merit a landului Baden-Württemberg
- 2001 Médaille de Chevalier de l'Ordre des Arts et des Lettres
- 2002 (29 august) Cetățean de onoare al orașului Frankfurt am Main.
- 2002: Medalia Hermann Hesse a orașului Calw

## Publicații (selecție)
- Begegnungen mit Hermann Hesse. Suhrkamp, Frankfurt am Main 1975, ISBN 3-518-36718-8.
- Der Autor und sein Verleger. Suhrkamp, Frankfurt am Main 1985, ISBN 3-518-37704-3.
- Hermann Hesse: Werk und Wirkungsgeschichte. 2. Auflage. Suhrkamp, Frankfurt am Main 1985, ISBN 3-518-03233-X.
- Peter Suhrkamp. Zur Biographie eines Verlegers in Daten, Dokumenten und Bildern. Suhrkamp, Frankfurt am Main 1975, ISBN 3-518-45597-4 (Taschenbuch: 2004).
- Eberhard Fahlke, Siegfried Unseld: Uwe Johnson: »Für wenn ich tot bin«. Suhrkamp, Frankfurt am Main 1992, ISBN 3-518-40301-X.
- Goethe und seine Verleger. Insel, Frankfurt am Main 1998, ISBN 3-458-34200-1.
- Das Tagebuch Goethes und Rilkes »Sieben Gedichte«. Insel, Frankfurt am Main 1978, ISBN 3-458-19000-7 (Insel-Bücherei 1000/2).
- Uwe Johnson – Siegfried Unseld: Der Briefwechsel. Suhrkamp, Frankfurt am Main 1999, ISBN 3-518-41072-5.
- „Ich bitte um ein Wort…“. Wolfgang Koeppen – Siegfried Unseld. Der Briefwechsel. Suhrkamp, Frankfurt am Main 2006, ISBN 3-518-41768-1.
- Goethe und der Ginkgo. Ein Baum und ein Gedicht. Insel, Frankfurt am Main 1998, ISBN 3-458-19188-7 (Insel-Bücherei 1188).
- »Und jeder Schritt ist Unermeßlichkeit« – Gedanken über Goethe. Insel, Frankfurt am Main 2003, ISBN 3-458-19244-1 (Insel-Bücherei 1244).
- Briefe an die Autoren. Suhrkamp, Frankfurt am Main 2004, ISBN 3-518-22384-4.
- »So müßte ich ein Engel und kein Autor sein« – Adorno und seine Frankfurter Verleger. Der Briefwechsel mit Peter Suhrkamp und Siegfried Unseld. Suhrkamp, Frankfurt am Main 2003, ISBN 3-518-58375-1.
- Veröffentlichungen 1946 bis 1999 – Eine Bibliographie. Zum 28. September 1999. Suhrkamp, Frankfurt am Main 1999, ISBN 3-518-41097-0.
- Chronik: Band 1: 1970. Mit den Chroniken Buchmesse 1967, Buchmesse 1968 und der Chronik eines Konflikts: Mit den Chroniken Buchmesse 1967 / Buchmesse 1968 und der Chronik eines Konflikts 1968, Suhrkamp, Frankfurt am Main, 2010.

## Legături externe
- 14 Nachrufe Arhivat în 4 martie 2016, la Wayback Machine.
- Biografie WHO'S WHO
- Siegfried Unseld - Autoren bei Suhrkamp Insel
- Suhrkamp 1968 - Nacht der langen Messer